# Axel Milliam
Axel Milliam (* 6. Mai 1994 in Turku) ist ein finnischer Schauspieler.

## Leben und Karriere
Milliam wurde am 6. Mai 1994 in Turku geboren. Er schloss sein Schauspielstudium an einer Schule in London mit einem Bachelor of Arts ab. Seit 2021 ist er in der Serie Salatut elämät zu sehen. Außerdem trat jeweils in einer Folge in Nyrkki und in Sininen enkeli auf.
Milliam ist Vaters eines Sohnes, der im August 2021 geboren wurde, sowie eines weiteren Kindes, das im Mai 2024 zur Welt kam.

## Filmografie
Serien
- seit 2021: Salatut elämät
- 2021: Nyrkki
- 2022: Sininen enkeli